# NextEra Energy
NextEra Energy, Inc. — американська енергетична компанія з генеруючою потужністю близько 58 ГВт (24 ГВт з яких — джерела викопного палива), доходом понад 18 мільярдів доларів у 2020 році та близько 14 900 співробітниками в США та Канаді. Це найбільший електроенергетичний холдинг за ринковою капіталізацією.  Його дочірні компанії включають Florida Power &amp; Light (FPL), NextEra Energy Resources (NEER), NextEra Energy Partners, Gulf Power Company і NextEra Energy Services.
FPL, найбільша з дочірніх компаній, постачає електроенергію з регульованим тарифом приблизно 5 мільйонам клієнтів, або приблизно 10 мільйонам людей, майже на половині території Флориди, і є третьою за величиною електричною компанією в Сполучених Штатах. NEER разом зі своїми дочірніми організаціями є найбільшим у світі виробником відновлюваної енергії вітру та сонця. Окрім вітрової та сонячної енергії, NextEra Energy Resources володіє та керує електростанціями, що працюють на природному газі, атомній енергії та нафті. Станом на 2020 рік приблизно 41% генеруючих потужностей NextEra Energy складалося з викопного палива та невідновлюваних джерел енергії. Компанія посіла 167-е місце в рейтингу Fortune 500 найбільших корпорацій Сполучених Штатів за виручкою 2018 року.
Компанія-попередник Florida Power &amp; Light Company була заснована в 1925 році. Вона була реорганізована в компанію FPL Group Inc. у 1984 році в рамках зусиль щодо диверсифікації свого бізнесу. FPL Group змінила назву на NextEra Energy Inc. у березні 2010 року. У цей час біржовий тикер також змінився з FPL на NEE.
Nextera Energy зареєстрована у Флориді.

### Політика
Під час президентських праймеріз Республіканської партії у 2016 році NextEra Energy пожертвувала 1 мільйон доларів для Super PAC, який підтримує кандидатуру Джеба Буша в президенти.

## Злиттів і поглинаня
У січні 1998 року FPL Group оголосила про придбання 35 електростанцій у Central Maine Power Company за 846 мільйонів доларів. Пізніше він звернувся до суду, намагаючись скасувати транзакцію, посилаючись на несприятливе регуляторне рішення щодо доступу до мережі електропередач. Після того, як ця спроба провалилася, FPL завершила покупку в 1999 році.
У березні 2000 року було повідомлено, що FPL Group та іспанська компанія Iberdrola SA вели «широкі дискусії щодо злиття». Згідно з повідомленнями ЗМІ, переговори були припинені, а угода про злиття не була завершена через спротив правління Iberdrola.